# Charles Bernardy
Pour les articles homonymes, voir Bernardy.
Charles-Alexandre Bernard, dit Charles Bernardy, est un danseur, chorégraphe et maître à danser né à Anvers le 17 mai 1724 et mort à Paris le 15 juin 1807.
On le croise de manière incessante pendant quarante ans dans les Pays-Bas autrichiens, en Hollande, dans la principauté de Liège et en France. D'octobre 1752 aux Rameaux 1753, Bernardy et sa femme dirigent le théâtre de Gand, alors que cette dernière y dansait déjà la saison précédente, dans la troupe du prince d'Orange. Cette même troupe est à La Haye en mai 1753, mais Charles Bernardy ne semble pas l'y avoir suivie. Dès 1755, il est l'un des premiers danseurs du théâtre de la Porte de Carinthie à Vienne, sous la direction du chorégraphe Franz Hilverding. Ribou et Baptiste, acteurs de Gand et de Bruxelles, auront sans doute vanté ses mérites auprès du comte Durazzo, l'intendant des théâtres de Vienne. Bernardy y reste plusieurs saisons et il y fait la connaissance de danseurs tels qu'Antoine Pitrot et du futur chorégraphe Gasparo Angiolini. Il y crée en 1759 des ballets tels que Les Turcs et Les Perruquiers.
Appelé à Bruxelles comme maître de ballet pour la saison 1763-1764, Bernardy y donne Rhœcus ou les Hamadryades, ballet représenté au Théâtre de la Monnaie le 29 mai 1763. Un mois plus tard, il compose Circé ou la Délivrance des compagnons d'Ulysse.
Il danse ensuite à Londres en 1764 et en 1765, conduit une troupe à Amiens, Arras et Calais, puis revient à Gand à l'automne 1766. De 1767 à 1774, il dirige tour à tour les théâtres de Liège, Spa et Maastricht.
En 1775, il réunit une troupe d'enfants qu'il présente notamment à Anvers et à Rotterdam sous le nom de « Brabantsche Kinderen » (Les Enfants brabançons). De 1775 à 1780, la troupe se produit à Amiens, Cambrai, Strasbourg, Colmar, Paris (au théâtre des « Petits Comédiens du Bois de Boulogne »), Angers, Le Mans, Aix-en-Provence, Toulon, Marseille, Dijon, Passy, Saint-Quentin, Anvers et Bruxelles.
Bernardy se fixe ensuite à Liège, d'où il dirige à nouveau les théâtres de Spa, Maastricht, Gand, Bruges et Ostende. Il abandonne la direction des théâtres après 1793 et s'installe à Paris auprès de sa petite-fille, mademoiselle Fleury, actrice de la Comédie-Française. Il meurt en 1807, rue de Vaugirard.